# Еразмо Охридски
Еразмо Формијски, познат и као Еразмо Антиохијски, Еразмо Охридски је ранохришћански епископ, мученик и светитељ из 3. века.
Овај светитељ је био пореклом из Антиохије и живео је за време владавине царева Диоклецијана и Максимијана. Подвизивао се на гори Ливанској. У хришћанској традицији помиње се да је био обдарен од Бога великим даром чудотворства. Као архијереј пошао да проповеда Јеванђеље. У хришћанској традицији помиње се да је стигавши у град Охрид, Еразмо молитвом васкрсао сина некога човека по имену Анастаса, и крстио га. Том приликом Еразмо је крстио и многе друге многобошце и разрушио у Охриду жртвенике. Због тога је оптужен цару Максимијану који је у то време био у Илирији. Цар га је извео пред бакарни кип Зевсов и наредио му, да принесе жртву и да се поклони идолу. Хришћани верују да је тада свети Еразмо учинио чудо те је из идола изашла страшна аждаја, која је поплашила народ, а потом је светитељ опет учинио чудо и убио аждају. После тога Еразмо је проповедао о Христу и крстио двадесет хиљада људи. Цар је наредио да се побију сви који су се крстили, а Еразма је ставио на муке, па га онда бацио у тамницу. Хришћани верују и да му се јавио анђео и изведе Еразма из тамнице. Потом је отишао у Кампанију где је проповедао Јеванђеље људима, па се опет врати у град Хермелију и повукао се у једну пештеру (пустињу), да се у њој до смрти подвизава. Пред смрт трипут се поклони према истоку и с уздигнутим рукама моло се Богу, да Бог опрости грехе и дарује вечни живот свима онима који са вером буду призивали његово име. У хришћанској традицији помиње се да се по свршетку молитве чу се глас с неба: "Тако нека буде како си молио, целебниче мој Еразмо!". Сав радостан погледао је светитељ још једном у небо и видео венац славе како се спушташе на њега, и видео хорове ангела, пророка, апостола и мученика, који су прилазили да приме његову душу. Најзад је узвикнуо: "Господе, прими дух мој!" и преминуо око 303. године. Пештера са црквицом светог Еразма и данас стоји недалеко од Охрида.

## Биографија
Рођен је у Антиохији. Као млад се замонашио и убрзо је изабран за епископа града Формије. У врема прогона хришћана цара Диоклецијана, свети Еразмо се најпре склонио на Ливанској гори, где је провео седам година кријући се од гонитеља.
Када су га гонитељи ухватили одведен је у Антиохију цару Диоклецијану. Пред њим је отворено исповедио своју веру у Христаи цар је наредио да га подвргну мучењима. На чудесан начин Еразмо је поднео сва мучења и посредством анђела одведен у град Ликију. Тамо је проповедао веру Христову и крштавао. По црквеном предању чинио је велика чуда. Између осталога васкрсао је сина једног угледног човека, по имену Анастасија, и након тога крстио је десет хиљада људи. Након тога ухапшен је по налогу цара Максимијана, и одведен у Италију, где је поново подвргнут тешким мукама. Поново је на чудесан начин преживео сва мучења и посредством анђела одведен у град Формију. Тамо је крстио мноштво народа и превео их у хришћанство.

Након свега умро је у миру 303. године.
Православна црква га прославља 2. јуна по јулијанском календару.